# Krzysztof Musiał (przedsiębiorca)
Krzysztof Musiał (ur. 1949 w Wejherowie) – polski przedsiębiorca, jeden z pionierów polskiego rynku komputerowego, a także znawca i kolekcjoner sztuki polskiej, filantrop i mecenas młodych talentów, przez wiele lat znajdował się na liście 100 najbogatszych Polaków tygodnika "Wprost".

## Życiorys
Ukończył Liceum im. Stefana Żeromskiego w Kielcach, a następnie Politechnikę Warszawską. W trakcie studiów współpracował z Polskim Radiem oraz był korespondentem Radia Duńskiego w Polsce. W latach 1973–1974 przebywał w Wietnamie Płd. jako członek Międzynarodowej Komisji Nadzoru. Po powrocie do kraju przez dwa lata piastował funkcję naczelnika dworca Warszawa Główna.
W 1976 r. wyjechał z Polski i po krótkich pobytach w Danii i Szwecji osiadł w Paryżu.
W latach 1978–1979 studiował na prestiżowej uczelni INSEAD w Fontainebleau otrzymując dyplom MBA.
Po studiach podjął pracę u amerykańskiego producenta silników Diesla Cummins Inc. pracując w USA oraz w Londynie.
W 1983 roku przeniósł się do Frankfurtu n. Menem, gdzie objął stanowisko dyrektora sprzedaży w japońskiej firmie Star Micronics.
W 1985 r. założył w Bonn własną firmę ABC Data. W 1990 r. firma została przeniesiona do Warszawy i szybko stała się liderem na krajowym rynku IT. Pięć lat później sprzedał ją amerykańskiej korporacji CHS Inc., po czym odkupił w 1999 roku i odprzedał niemieckiej firmie Actebis.
W 2001 r. wycofał się z biznesu i skupił na swojej pasji - obszernej kolekcji sztuki polskiej, której pokazy miały miejsca w wielu muzeach w całym kraju.
Od 2006 roku prowadzi w Warszawie galerię aTAK i jest członkiem Fundacji Polskiej Sztuki Nowoczesnej. W 2010 roku przekazał w formie długoterminowego depozytu do Muzeum Miasta Łodzi zbiór ponad 130 dzieł najwybitniejszych polskich malarzy i rzeźbiarzy przełomu XIX i XX wieku, a w 2016 roku podobna liczba prac malarstwa po 1945 r. z jego kolekcji znalazła się w Muzeum ASP w Warszawie.
Od dwóch dziesięcioleci zbiera także sztukę indonezyjską, która w latach 2014-2017 pokazywana jest na wystawach w całym kraju. Wydał trzy katalogi z jego zbiorami malarstwa, rzeźby oraz tkanin z wyspy Bali.

## Miejsce na liście najbogatszych Polaków[8]
- 2008 r. – miejsce 84 (210 mln zł)